# Exetastes komarovi
Exetastes komarovi là một loài tò vò trong họ Ichneumonidae.